# Bernard Millant
Bernard Millant, né à Paris le 13 mai 1929 et mort dans la même ville le 5 avril 2017, est un maître-archetier et luthier français.

## Biographie
Bernard Georges Louis Millant est le fils de Max Stanislas Millant (1903-2005) et Suzanne Lardon (1903-1982), ainsi que l'arrière petit-fils de Sébastien Auguste Deroux (1848-1919).
Il réalise dans l'atelier parental son premier violon, à l'âge de 13 ans.
Il étudie la lutherie à l'atelier d'Amédée-Dominique Dieudonné et la réalisation d'archets auprès de Louis Morizot.
Il est également grand collectionneur d'instruments.
En 1989, il fait appel à Loïc et Verena Le Canu, pour prendre sa succession à Paris.

## Récompenses et distinctions
pour la réalisation de violons et archers, il reçoit de nombreuses distinctions
- Diplômes d’Honneur à Liège (Belgique, 1954)
- Médaille d’Or section archets au Concours International d’Ascoli Piceno (Italie, 1959)
- Médaille de Bronze du Mérite Artisanal (1967)
- Médaille d’Or section archets à Liège (Belgique, 1969)
- Chevalier dans l’Ordre des Arts et des Lettres (France, 1989)
- Chevalier dans l’Ordre National du Mérite (France, 1993)
- Officier dans l’Ordre des Arts et des Lettres (France, 2000)

## Publication
- L’Archet, avec Jean-François Raffin, Bernard Gaudfroy et Loïc Le Canu[3].